# Robert du Parc
Pour les articles homonymes, voir Du Parc.
Robert du Parc, également désigné comme le comte Robert du Parc-Locmaria, né le 27 avril 1889 à Klagenfurt et mort le 22 septembre 1979 à Mérano, est un peintre français. Peintre du Tyrol du Sud, dessinateur, graphiste et sculpteur, il appartient au mouvement du symbolisme. En tant qu'autodidacte, il est considéré comme l'un des artistes visuels du Tyrol du Sud les plus importants du XXe siècle.

## Biographie
Du Parc est le fils du comte Camille du Parc-Locmaria et de la comtesse Anna née von Bocholtz-Asseburg, veuf Wolff-Metternich et grandit au château de Rubein à Mérano, aujourd'hui en Italie. La famille du Parc-Locmaria est l'une des plus anciennes familles nobles bretonnes-françaises. Robert du Parc s'intéresse très tôt à la peinture et au dessin ainsi qu'à l'art et à la musique. Il est étroitement associé au Meraner Künstlerbund fondé en 1906, où Leo Putz, Eduard Thöny, Franz Defregger, Thomas Riss et Orazio Gaigher regroupent les influences qu'ils ont recueillies lors de leurs voyages d'études sur l'art européen du XXe siècle.
En 1927, Du Parc part en voyage d'études en France, où il est très impressionné par les œuvres de Paul Cézanne. D'autres voyages l'amènent en Italie, où il suit une formation de violoniste à Florence. Dès lors, Du Parc peint dans son atelier de la tour du château de Rubein, où des artistes tels que le peintre Hans Weber-Tyrol, le chef d'orchestre Gilbert Graf Gravina et le narrateur Fritz von Herzmanovsky- Orlando lui a rendu visite.
Lors d'un concert à Mérano de Gravina, du Parc rencontre la pianiste Lilo Martin. En 1944, du Parc épouse Lilo Martin (1908-1986), modèle de plusieurs de ses tableaux. Le couple a une fille, Éliane du Parc, qui devient plus tard la châtelaine du château de Gymnich.

## Œuvre
Du Parc est l'un des principaux représentants de la fin des symbolistes et de la peinture paysagère du Tyrol du Sud, qui rompt avec la peinture académique dominante et le naturalisme dominant. Il est entré dans le lexique général des artistes Saur en 2021. Les huit variantes des Paons blancs comptent parmi les œuvres les plus importantes de l'artiste. Le motif du tableau est probablement non seulement le plus connu de l'artiste, mais il a également un impact très diversifié et durable, dont le profond mysticisme symbolique est analysé par différents auteurs.
Du Parc est fasciné par la signification mythologique des paons, symbole de la déesse de la Lune Héra, protectrice des femmes et de la famille. Du Parc est par ailleurs connu pour ses peintures de paysages mystiques telles que le tableau Château de Rubin dans le brouillard. Certaines de ses premières peintures de paysages sont détruites par l'artiste lui-même au cours d'une phase dépressive de sa vie.
En 1926, du Parc participe à la troisième Biennale d'art de la Venise tridentine.
En 2006, l'une des plus grandes expositions de peintures de Mérano consacrées aux œuvres de Robert du Parc a eu lieu au Kurhaus. L’exposition « Paons blancs au clair de lune » est prévue pour 2025 au château de Rubein.
La seconde épouse de Guillaume II, le dernier empereur d'Allemagne, Hermine, princesse Reuss possède plusieurs tableaux de du Parc dans son salon du château de Saabor à Basse Silésie. Cependant, ces tableaux sont considérés comme perdus depuis que la princesse a fui les troupes russes et le pillage du château. En 2023, la première recherche de provenance a été réalisée au château de Saabor, dans l'actuelle Pologne, mais n'a pas encore donné d'informations sur la localisation actuelle des peintures.